# 김재로
김재로(金在魯, 1682년~1759년)는 조선의 정치가이다. 자는 중례(仲禮), 호는 청사(淸沙) 또는 허주자(虛舟子), 시호는 충정(忠靖), 본관은 청풍이다. 아버지는 우의정 김구이고, 조부는 전라도관찰사 김징이다. 노론 벽파의 거두 김상로, 좌의정을 지낸 김약로는 사촌동생이다. 다른 사촌형제인 김익로는 우사 김규식의 6대조이다.
김상로, 김양로 등 노론벽파에 가담한 친척들과 달리 노론 내 청명파에 가담하여 노론 청명파의 지도자가 되었다. 1728년(영조 5) 이인좌의 난 진압 직후 분무원종공신 1등(奮武原從功臣一等)에 책록되었다.

## 생애
조선 숙종 때 문과에 급제하여 지평·수찬 등을 지냈다. 1716년 옛 선비들에게 없는 죄를 거짓으로 꾸며 벌을 주었던 소론의 유봉휘·정 식 등을 탄핵하여 파직하게 하였다. 경종 때 이조참의·대사간·개성부 유수 등을 지냈으나, 신임사화 때에 귀양을 갔었다. 영조 때 풀려나와 대사간이 되어 소론의 과격파 김일경을 사형시키게 하였다. 당시 수어사, 형조참판, 이조참판, 예조참판, 부제학, 대사간, 병조참판, 대사성, 우부승지, 한성부좌윤 등을 지냈다. 1727년 정미환국으로 소론이 재등장하자 파직되었다가 이듬해 이인좌의 난이 일어나자 다시 충주 목사로 기용되어 난을 수습하는 데 공을 세웠다.
이후 병조판서, 약방제조, 지경연사, 예문관제학, 좌참찬, 우참찬, 호조판서, 판돈녕부사, 종묘제조, 이조판서, 형조판서, 예조판서 등을 지냈고, 경상도 관찰사도 지냈다. 그리고 황해도 관찰사도 지냈다. 그 후 지춘추관사로서 실록도청 당상을 겸직하면서 《경종수정실록》을 편찬하는 데 참여했고 신임사화로 죽은 김창집·이이명의 억울함을 풀어주었다. 1728년(영조 5) 이인좌의 난 진압 직후 분무원종공신 1등(奮武原從功臣一等)에 책록되었다. 1738년, 판중추부사로 청에 가서 《명사》(明史)를 얻어왔다.
그는 노론 벽파에 가담한 친척 김상로, 김양로 등과 달리 노론 내 벽파도 아니고, 노론 시파에도 가담하지 않고, 노론 탕평파에도 가담하지 않고, 노론 청명파에 가담하였다. 그의 아들 김치인과 종손자 김종수는 노론 청명파의 지도자가 되었다.
이후 우의정과 좌의정을 지냈고 1740년 의정부영의정에 올랐고, 관직 생활의 절반은 모두 대신으로 있으면서 영의정과 좌의정을 번갈아하며 노론의 선봉자로 활약했다. 저서로 청사유집(淸沙遺集) 본말록(本末錄) 청사일기(淸沙日記),예기보주(禮記補註) 경오보(庚午譜) 천의소감언해(闡義昭鑑諺解) 좌씨집선속(左氏輯選續) 금석록(金石錄) 난여(爛餘)등이 있다.

## 가족
- 조부 : 김징(金澄)
  - 생부 : 김구(金構)
  - 생모 : 이몽석의 딸
    - 부인 : 심징의 딸
      - 장남 : 김치인(金致仁)

    - 형 : 김희로(金希魯)[1]

## 같이 보기
- 노론
- 벽파
- 김상로
- 김치인
- 김종수
- 김종후
- 김규식
- 김재로 묘 - 인천광역시 기념물 제3호